# Mạch điều khiển
- Là các vi xử lý có nhiệm vụ thông dịch các lệnh của chương trình và điều khiển hoạt động xử lý,được điều tiết chính xác bởi xung nhịp đồng hồ hệ thống.
- Mạch xung nhịp đồng hồ hệ thống dùng để đồng bộ các thao tác xử lý trong và ngoài CPU theo các khoảng thời gian không đổi.Khoảng thời gian chờ giữa hai xung gọi là chu kỳ xung nhịp.Tốc độ theo đó xung nhịp hệ thống tạo ra các xung tín hiệu chuẩn thời gian gọi là tốc độ xung nhịp - tốc độ đồng hồ tính bằng triệu đơn vị mỗi giây-Mhz.
- Thanh ghi là phần tử nhớ tạm trong bộ vi xử lý dùng lưu dữ liệu và địa chỉ nhớ trong máy khi đang thực hiện tác vụ với chúng.